# Rajhrad
Rajhrad település Csehországban, a Brno-vidéki járásban. Rajhrad Popovice, Želešice, Rebešovice, Rajhradice, Syrovice, Blučina, Holasice és Opatovice településekkel határos. Lakosainak száma 4070 fő (2024. január 1.).

## Népesség
A település lakosságának változását az alábbi diagram mutatja:
| Lakosok száma | 1496 | 1629 | 1987 | 2597 | 3058 | 3277 | 3609 | 3852 | 4181 | 4070 |
|               | 1869 | 1900 | 1921 | 1961 | 1980 | 2011 | 2016 | 2019 | 2021 | 2024 |